# Fresh Beat Band. Kapela detektywów
Fresh Beat Band. Kapela detektywów (ang. Fresh Beat Band of Spies, 2015) – amerykańsko-kanadyjski serial animowany stworzony przez Nadine Van der Velde i Scotta Krafta oraz wyprodukowany przez Nelvana Limited, 6 Point Harness i Nickelodeon Productions. Spin-off serialu The Fresh Beat Band nadawanego w latach 2009–2013 na amerykańskim Nickelodeon.
Premiera serialu odbyła się w Stanach Zjednoczonych 15 czerwca 2015 na amerykańskich kanałach Nickelodeon i Nick Jr. W Polsce serial zadebiutował 7 marca 2016 na antenie Nickelodeon Polska.

## Opis fabuły
Serial opisuje perypetie czterech muzykalnych szpiegów – Twista, Kiki, Shouta i Mariny, którzy razem tworzą kapelę o nazwie Fresh Beat Band i rozwiązują skomplikowane zagadki, wykorzystując do tego swoje talenty i niezwykłe gadżety. Pomagają im komisarz Goldstar, małpa Bo oraz specjalista od komputerów Reed.

## Obsada
- Jon Beavers – Twist
- Yvette Gonzalez-Nacer – Kiki
- Thomas Hobson – Shout
- Tara Perry – Marina
- Tom Kenny –
  - małpa Bo,
  - Reed,
  - Champ Von Champ Von Winnerchamp,
  - kapitan Arrrgh
- Keith Silverstein – komisarz Goldstar
- Heaven White – Lily
- Kate Higgins – Yi-Haw

## Wersja polska
Wersja polska: na zlecenie Nickelodeon Polska – Start International Polska
Reżyseria: Marek Klimczuk
Kierownictwo muzyczne: Piotr Gogol
Tekst polski: Jakub Osiński
Dźwięk i montaż: Monika Szuszkiewicz
Kierownictwo produkcji: Dorota Nyczek
Nadzór merytoryczny: Katarzyna Dryńska
Udział wzięli:
- Paulina Łaba – Marina
- Magda Kusa – Kiki
- Piotr Bajtlik – Twist
- Adam Krylik – Shout
- Krzysztof Kubiś
- Zbigniew Konopka – komisarz Goldstar
- Bartosz Wesołowski – Reed
- Robert Tondera – małpa Bo
- Agata Paszkowska – Cindy Zła Nuta (odc. 1)
- Jacek Kopczyński –
  - juror konkursu (odc. 1),
  - Arizona Jones (odc. 3)
- Brygida Turowska – jurorka konkursu (odc. 1)
- Marek Robaczewski – Truskawa (odc. 5)
- Beata Wyrąbkiewicz – Zosia Zi (odc. 9)
- Łukasz Lewandowski – elf Elvis (odc. 18)
- Paweł Szczesny – Mikołaj (odc. 18)
- Tomasz Steciuk – Elf-3000 (odc. 18)
- Izabella Bukowska-Chądzyńska
- Julia Siechowicz
- Michał Mostowiec
- Mikołaj Klimek
- Jakub Szydłowski
- Agnieszka Fajlhauer
- Mateusz Narloch
- Beata Jankowska-Tzimas

i inni
Lektor: Marek Ciunel

## Spis odcinków
| Premiera odcinka | Premiera odcinka | Nr | Polski tytuł           | Angielski tytuł    |
| ---------------- | ---------------- | -- | ---------------------- | ------------------ |
|                  |                  |    |                        |                    |
| SERIA PIERWSZA   |                  |    |                        |                    |
|                  |                  |    |                        |                    |
| 15.06.2015       | 07.03.2016       | 01 | Łał faktor             | The Wow Factor     |
|                  |                  |    |                        |                    |
| 17.06.2015       | 10.03.2016       | 02 | Pucharowe kłopoty      | Trophy Trouble     |
|                  |                  |    |                        |                    |
| 19.06.2015       | 08.03.2016       | 03 | Klątwa mumii           | Mummy Mayhem       |
|                  |                  |    |                        |                    |
| 20.06.2015       | 09.03.2016       | 04 | Statek kosmiczny       | Rocket Ship Alien  |
|                  |                  |    |                        |                    |
| 22.06.2015       | 11.03.2016       | 05 | Owocowy wyścig         | Fruit Racer Game   |
|                  |                  |    |                        |                    |
| 24.06.2015       | 14.03.2016       | 06 | Śpiewający pirat       | Singing Pirate     |
|                  |                  |    |                        |                    |
| 26.06.2015       | 15.03.2016       | 07 | Wilkołaki są wśród nas | Werewolf Hairwolf  |
|                  |                  |    |                        |                    |
| 27.06.2015       | 16.03.2016       | 08 | Zamaskowany zawodnik   | Masked Wrestler    |
|                  |                  |    |                        |                    |
| 29.06.2015       | 17.03.2016       | 09 | Słodki Słodziak        | Cute Crook!        |
|                  |                  |    |                        |                    |
| 01.07.2015       | 22.03.2016       | 10 | Na dzikim zachodzie    | Wild Outlaw        |
|                  |                  |    |                        |                    |
| 03.07.2015       | 21.03.2016       | 11 | Urodziny małpki Bo     | Bo’s Birthday Bash |
|                  |                  |    |                        |                    |
| 27.07.2015       | 23.03.2016       | 12 | Fałszywa kapela        | Fake Fresh Beats   |
|                  |                  |    |                        |                    |
| 29.07.2015       | 24.03.2016       | 13 | Taniec robotów         | Dance Bots         |
|                  |                  |    |                        |                    |
| 31.07.2015       | 25.03.2016       | 14 | Kapela piratów         | Band of Pirates    |
|                  |                  |    |                        |                    |
| 21.09.2015       | 28.03.2016       | 15 | Zamrożone lato         | Frozen Fresh Beats |
|                  |                  |    |                        |                    |
| 23.09.2015       | 29.03.2016       | 16 | Zwariowane króliczki   | Bunnies Go Bananas |
|                  |                  |    |                        |                    |
| 19.10.2015       | 18.03.2016       | 17 | Duch rocka             | Ghost of Rock      |
|                  |                  |    |                        |                    |
| 15.12.2015       | 24.12.2016       | 18 | Święta 2.0             | Christmas 2.0      |
|                  |                  |    |                        |                    |
| 15.01.2016       | 30.03.2016       | 19 | Buty do koszykówki     | Sneaky Sneakers    |
|                  |                  |    |                        |                    |
| 22.01.2016       | 31.03.2016       | 20 | Kapela bobasów         | Fresh Beat Babies  |
|                  |                  |    |                        |                    |